# Biagio Pace
Biagio Pace (Comiso, 13 novembre 1889 - Comiso, 28 septembre 1955) est un archéologue et homme politique italien, spécialiste de la Sicile antique.

## Biographie

### Origines et études
Biagio Pace est le fils d'aristocrates siciliens, propriétaires fonciers de la province de Raguse, le baron Salvatore Pace et Carolina Perrotta.
Motivé pour des études classiques par la riche bibliothèque paternelle et du potentiel archéologique des propriétés familiales, il étudie au lycée de Palerme où il suit les cours de littérature latine et grecque d'Innocenzo Coglitore, auteur de la localisation précise de Mozia.
En 1909, il s'inscrit à la Faculté des Lettres de l'Université de Palerme où il compte parmi ses professeurs Giovanni Alfredo Cesareo (littérature italienne), Giovanni Gentile (histoire de la philosophie), Carlo Oreste Zuretti (littérature grecque), Carlo Alfonso Nallino (philosophie arabe et histoire islamique), Oreste Nazari (glottologie) et Nicola Zingarelli (histoire comparée des littératures néo-latines). Il obtient son diplôme en 1912 auprès de l'historien positiviste Gaetano Mario Columba.
Appliquant l'enseignement de Columba sur l'importance de croiser les disciplines (topographie historique, géographie économique, linguistique, sciences naturelles, philologie), il subit aussi l'influence d'Antonino Salinas et de Paolo Orsi lequel l'appelle à ses côtés en 1909, pour fouiller la nécropole orientale de Camarina.
Sa douzaine de publications lui permet d'obtenir, début 1913, une bourse de deux ans comme étudiant de l'École archéologique italienne d'Athènes dirigée par Luigi Pernier. Il découvre les principaux sites archéologiques grecs et fouille en Crète, dans les Sporades et à Rhodes. Il participe également en juin 1913 à la Mission archéologique italienne en Anatolie avec Pietro Romanelli, puis Giuseppe Moretti et d'Amedeo Maiuri, contribuant à cette œuvre nationaliste de consolidation de l'influence italienne dans la région d'Antalya alors que la puissance de l'empire ottoman décline.

### Archéologue et dignitaire du régime fasciste
Biagio Pace est professeur d'archéologie à partir de 1917 à l'université de Palerme, puis d'archéologie et d'histoire de l'art antique à l'Université de Pise à partir de 1925.
Il entre à l'Académie des Lyncéens en 1926, puis est membre de l'Académie d'Italie
Il adhère au Parti national fasciste dès sa fondation en 1921, et rejoint les Chemises noires en 1924, année durant laquelle il est élu député sur la liste fasciste en Sicile. Par sa candidature, il affirme à la fois ses convictions nationalistes, mais aussi son aspiration à défendre les intérêts de l'aristocratie agraire du sud-est de la Sicile. Il est réélu avec le PNF en 1929 et en confirmé en 1934, jusqu'en 1939. Progressivement, il s'impose dans l'appareil du Parti national fasciste comme son principal représentant culturel et devient président du Conseil supérieur des antiquités et des beaux-arts (1931-1936), puis président de la Commission législative pour l'éducation nationale (1939-1943).
Il obtient pour la province de Raguse d'importants financements pour les travaux de l’Ipparino.
Entre 1932 et 1935, il est doyen de la faculté des lettres de l'université de Naples et publie un ouvrage théorique à succès, Introduction à l'étude de l'archéologie (Naples, 1934, révisé et augmenté en 1939 et 1947). Il succède à Giulio Quirino Giglioli à la chaire de topographie ancienne à l'Université Sapienza de Rome en octobre 1935.
En 1933, il dirige la mission archéologique du Sahara qui a mis en évidence la civilisation garamante. Il dirige également les fouilles de Camarina près de Raguse et de Mozia dans le Stagnone de Marsala, de Selinunte et de la Villa del Casale,
En 1935, il est volontaire pour la Seconde guerre italo-éthiopienne comme seniore des Chemises noires, et combat au Passo Uarieu (it), ce qu'il raconte dans un livre,  Tembien, note di un legionario della 28 Ottobre in Africa Orientale. Il publie en quatre volumes Art et civilisation de la Sicile antique (1935-1949).
Il participe également à l'élaboration de la loi n°1089/1939 du 1er juin 1939 « pour la protection des choses d'intérêt artistique et historique » (loi Bottai), première loi organique à réglementer la protection du patrimoine culturel, et la loi n° 1497/1939 du 29 juin suivant, « pour la protection des beautés naturelles ».
Il est par ailleurs président de l'Institut National du Drame Ancien-INDA, conseiller national à la Chambre des Faisceaux et des Corporations, et rapporteur des budgets des ministères des Affaires Étrangères, des Colonies et de l'Éducation pendant plusieurs années. 
Il rejoint la République sociale italienne. En raison de ses engagements fascistes, il est suspendu de ses fonctions publiques le 1er août 1944, mais il obtient du Conseil d'État sa réhabilitation par décret du 24 novembre 1949.
Entretemps, il préside, le 26 décembre 1946, la réunion fondatrice du Mouvement social italien chez Arturo Michelini avec d'autres anciens combattants de la République de Salò.
Il a publié de nombreuses études sur la Sicile byzantine et a reçu en 1943 le prix des sciences morales et historiques décerné par l'Académie d'Italie.

## Influences et apports scientifiques
Pace est d'abord influencé par l'archéologue Paolo Orsi qui lui confie les fouilles de Camarina même. .Il est ensuite marqué par l'enseignement d'Antonino Salinas sur l'originalité des manifestations artistiques siciliennes, et celui de Gaetano Mario Columba à travers l'« étude intégrale de la vie antique en Sicile, comprise non pas comme une « histoire de batailles » mais de l'esprit » mais aussi la prise en compte de la géographie, de l'urbanisme et de la topographique.
Malgré des biais idéologiques d'interprétation, sa méthodologie n'a pas été remis en cause par ses successeurs, et ses travaux sont reconnus pour le sérieux des analyses de données recueillies et leur apport à la compréhension des civilisations insulaires.

## Décorations
Il a obtenu deux médailles de bronze de la valeur militaire et deux croix de guerre de la valeur militaire.

## Hommages
La proposition de baptisé le musée interdisciplinaire régional de Raguse « Biago-Pace » est portée en novembre 2012 par l'assesseur aux biens culturels et à l'identité sicilienne de la Région sicilienne, Amleto Trigilio, peu avant la chute de la junte de Raffaele Lombardo.
Elle est reprise en 2024 par Francesco Scarpinato, l'assesseur membre du parti d'extrême-droite Frères d'Italie du gouvernement régional sicilien dirigé par Renato Schifani, provoquant la critique de l'opposition à cause de l'engagement entier de Pace dans le fascisme.